# Людин конец
Лю́ди́н (Гончарский) конец — один из пяти концов (районов) древнего Новгорода. В раннее время — один из трёх, с Неревским и Славенским, древнейших концов, на основе которых в последующем сформировался город. Располагался с южной—юго-западной стороны новгородского Детинца.
Впервые конец упомянут в летописи в 1194 году.
В 2005 году на Троицком раскопе была найдена берестяная грамота № 954, где есть фраза: «А еси посоромилъ коньць въхъ Людинь», то есть «ты посрамил весь Людин конец». Она удревняет данное название примерно на 70 лет (предварительная дата грамоты — 1-я четверть XII века). Древнейшая форма названия — Людинь, с -ь на конце, она встречается и в летописи; это притяжательное прилагательное от слова людинъ 'человек'. Название Людин(ь) восходит к глубокой древности, когда словом люди, в противовес знатному сословию, называли обычных свободных горожан.

## История
Район раскопа Троицкий XI заселяется в начале X века, население проживало здесь постоянно. Освоение Людина конца началось в 30-е годы X века. В западной части в это время ещё располагались пашни. Древнейшая мостовая магистральной Пробойной улицы датируется началом 50-х годов X века. В слое второй половины X века застройка была зафиксирована уже на всей раскопанной территории. Однородность материалов по домостроительству и близость керамического набора ранних напластований Троицкого и Неревского раскопов являются важным аргументом против предположения о разноэтничности первоначальных поселений на территории Людина и Неревского концов.
Осенью 2024 года в раскопе на улице Воздвиженской, 6 нашли спрятанный в последней четверти X века денежно-вещевой Воздвиженский клад — самый большой из кладов X века, обнаруженных в Новгороде, — почти 1900 серебряных предметов, в основном — куфические дирхамы правителей династии Саманидов. При эмире Мансуре I ибн Нухе была отчеканена младшая из точно датируемых монет клада — 364 год хиджры (26 сентября 974 — 14 сентября 975 года григорианского календаря). А присутствующие большие, тяжёлые, с широким полем дирхамы, которые, выпускались не ранее последней четверти Х века, свидетельствовуют о том, что тезаврация клада произошла в это время.
Одной из главных улиц Людина конца являлась существующая и сегодня улица Прусская. Старейшими улицами Людина конца являются: Добрыня, Волосова, Черницына, Рядитина, Воздвиженская, Лукина. Из Детинца через проезжую Спасскую башню в Людин конец выходила улица Пискупля.
По мнению Б. А. Рыбакова, в устойчивом наименовании Волосовой улицы сохранилась «память о языческом Волосе». Согласно другой версии, улица названа по церкви св. Власия, поскольку Волос — это народная восточнославянская форма имени Власий. М. Х. Алешковский считает, что Волосова улица древнее Власьевской церкви, которая стоит в конце, а не в начале улицы. Поэтому название улицы восходит к антропониму Волос, широко распространённому среди новгородцев. С М. Х. Алешковским согласен В. Л. Васильев.
В. Л. Янин утверждает, что, как и в случае с другими языческими капищами древнего Новгорода, упомянутая под 1111 годом деревянная церковь Власия была построена на месте славянского капища Велеса, от которого христианский Власий унаследовал основные черты. Обосновывая свою точку зрения, Янин ссылается лишь на «декорум христианизации», включающий «идею торжества над поверженным язычеством». В. Л. Васильев пишет, что наличие здесь языческого капища археологически до сих пор не прослежено.
Вече Людина конца собиралось у церкви Бориса и Глеба в Детинце.
В Людином конце находилось место заседаний сместного суда Новгорода в XII веке и более ста берестяных грамот, относящихся к уголовным, гражданским, имущественным и торговым делам.

## Настоящее время
Сегодня на территории Людина конца расположены: Десятинный монастырь, Алексеевская башня; церкви: Троицкая, Власия. Основные улицы: Прусская, Мерецкова-Волосова, Троицкая-Пробойная, Десятинная, Каберова-Власьевская, Орловская.
На территории Людина конца находится Троицкий раскоп — действующая площадка археологических изысканий, а также «Театр времени» — музей под открытым небом, доступный для посещения.